# Meister der Egmont-Alben

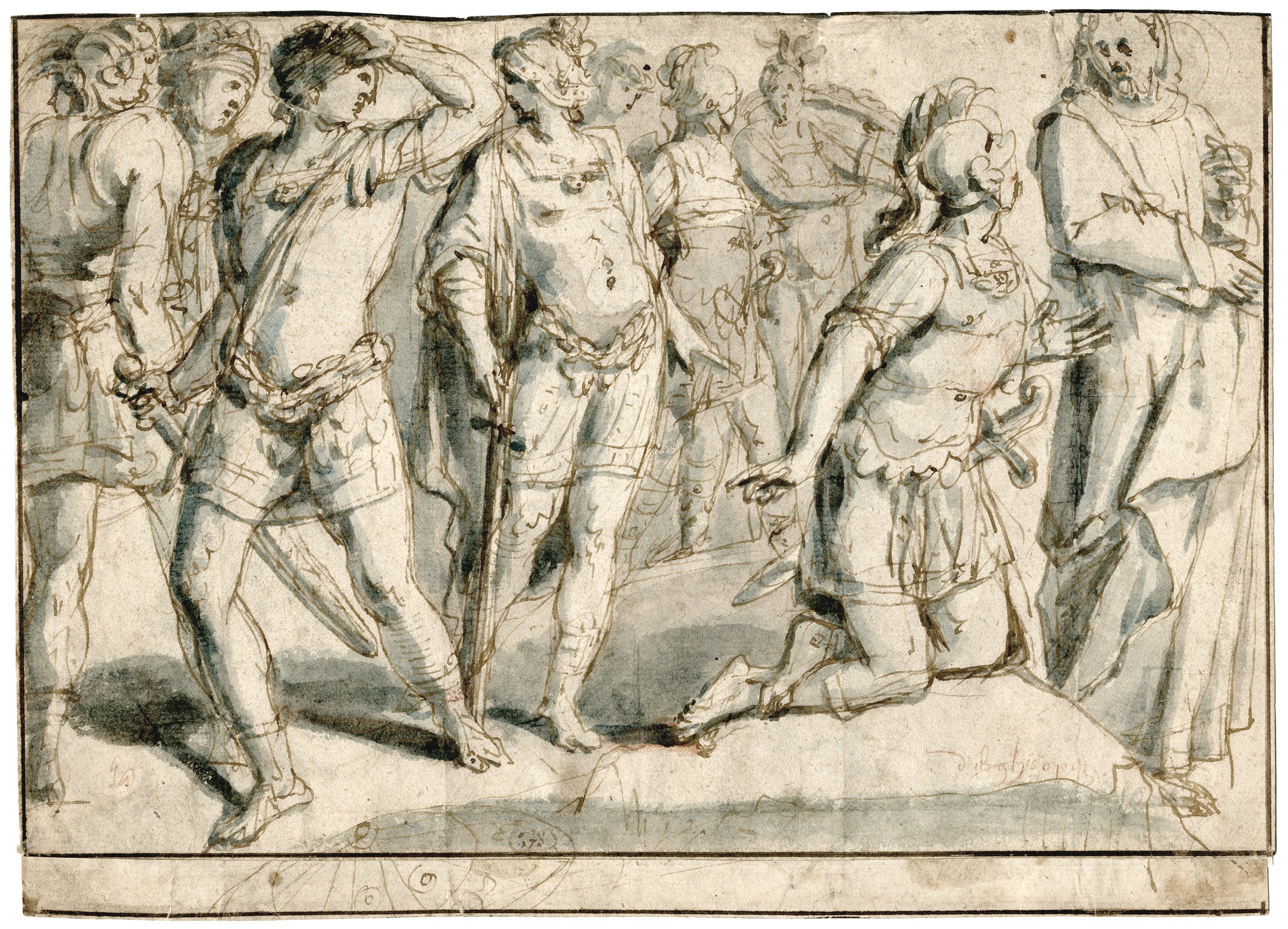
Christus und der Zenturio, Prentenkabinet Universität Leiden

Als Meister der Egmont-Alben (engl. Master of the Egmont Albums) wird ein namentlich nicht bekannter Zeichner der Renaissance aus dem Ende des 16. Jahrhunderts benannt. Er erhielt seinen Notnamen nach einigen seiner Zeichnungen, die aus der Privatsammlung von John Perceval, Erster Earl of Egmont stammten. Dieser hatte sie Anfang des 18. Jahrhunderts angesammelt, heute befinden sie sich im Besitz der Yale University Art Gallery in New Haven in den Vereinigten Staaten von Amerika. Insgesamt werden dem Meister durch Stilvergleich heute Zwischen 30 und 50 Zeichnungen zugeschrieben. Jedoch sind diese Zuordnungen nicht immer unumstritten.

## Identifizierung

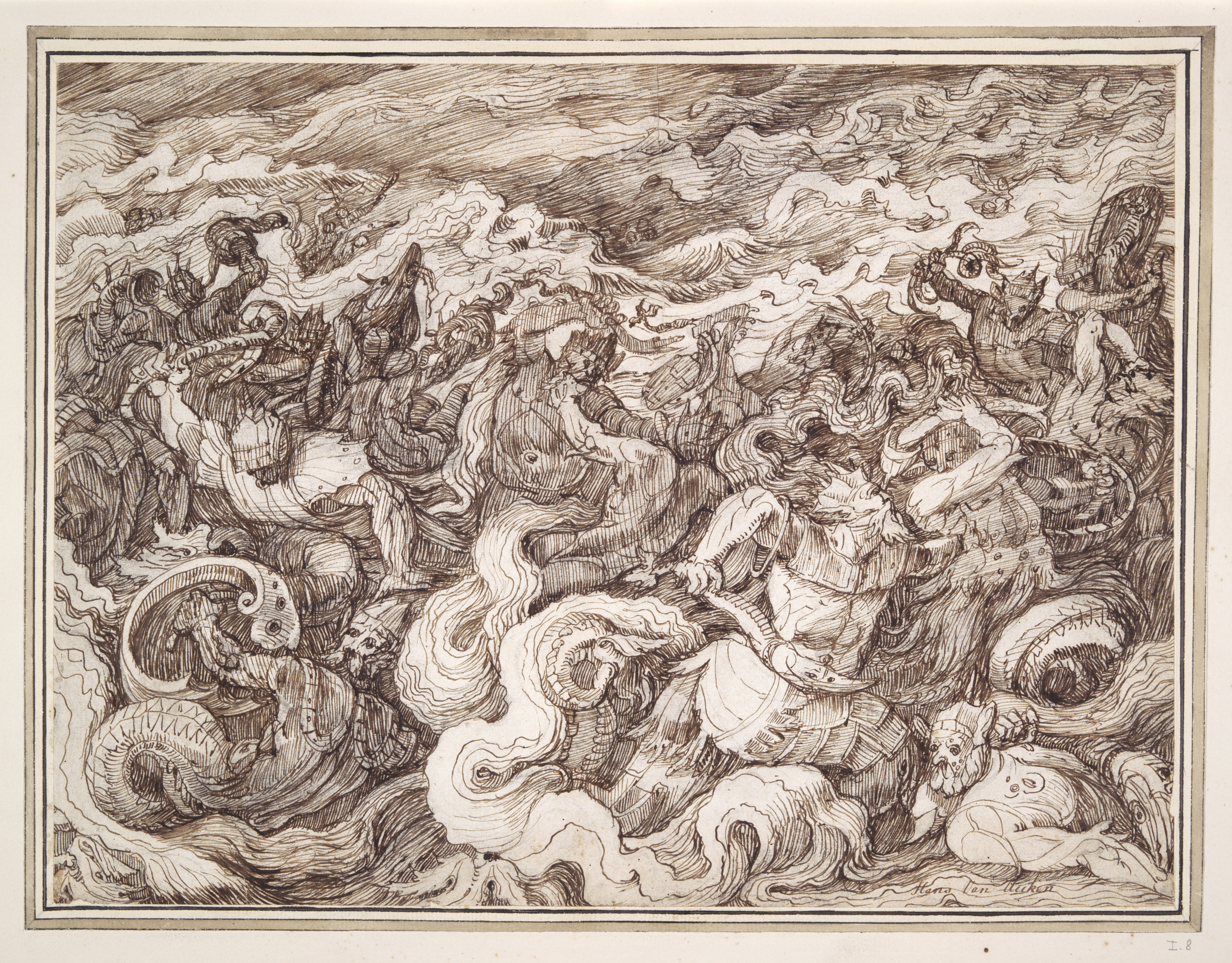
Schlacht der Tritonen, Yale University Art Gallery

Seine Herkunft aus den Siebzehn Provinzen wird durch die Inschriften in niederländischer Handschrift auf zwei Zeichnungen belegt: ein Blatt, das im Schloss Loppem in Belgien aufbewahrt wird, und eine Zeichnung, die zu den Sammlungen der Universität Leiden gehört.
In einem Druck von Crispijn van de Passe von ca. 1600 nach einer Zeichnung des Meisters lautet der (abgekürzte) Name des Erfinders „Quinten d M“. Nicole Dacos identifizierte den Künstler 1990 versuchsweise mit dem Amsterdamer Dirck Hendricksz Centen (besser bekannt als Teodoro d’Errico), der ab 1574 in Neapel tätig war. Diese Hypothese ist nach der Entdeckung einer autographen Zeichnung von Dirck Hendricksz Centen, die am 15. Juli 2012 bei Sotheby’s in London unter der Losnummer 14 versteigert wurde, endgültig zu verwerfen, denn dieses Blatt ist stilistisch sehr weit von den Zeichenweisen der anderen dem Meister zugeschriebenen Zeichnungen entfernt. Zuvor waren auch Jan Blocklandt, Claudius Cock, Frans I Francken, Jakob de Gheyn I., Hendrick Goltzius, Hans von Aachen, Giovanni Antonio da Pordenone, Giulio Romano, Giovanni della Rovere oder Tintoretto als mögliche Schöpfer einiger der durch Stilvergleich dem Meister zugeordneten Zeichnungen vorgeschlagen worden.

## Werke
Zwischen 30 und 50 Zeichnungen werden dem Meister zugeschrieben. Seine Werke zeigen italienische und nordische Einflüsse. Dies scheint auf eine erste Ausbildung in den südlichen Niederlanden und eine Reise nach Südeuropa hinzuweisen, da seine Werke Kenntnisse der venezianischen und römischen Kunst sowie der Werke Albrecht Dürers aufweisen. Zu seinen Themen zählen Bibelgeschichten ebenso wie Kampfszenen.
Sein künstlerischer Stil passt sich dem in Mittelitalien vorherrschenden Manierismus an. Die Zeichnungen erinnern auch an die Werke des flämischen Künstlers Bartholomäus Spranger, dem berühmtesten der nördlichen Manieristen. In die Details wird der grafische Strich des Meisters sehr leicht. Der Gebrauch der Feder ist äußerst vielfältig und spontan.